# Ian Scott
Ian Scott (n. 9 ianuarie 1915 – d. 15 mai 1980, Hatfield, Hertfordshire, Anglia, Regatul Unit) a fost un ciclist de performanță ce a reprezentat Regatul Unit al Marii Britanii și al Irlandei de Nord, medaliat olimpic. A participat la o ediție a Jocurilor Olimpice (1948) în care a câștigat o medalie de argint.

## Participări
Lista de mai jos prezintă principalele competiții la care a participat Ian Scott de-a lungul carierei.
- cycling at the 1948 Summer Olympics – men's team road race[*]